# Mikojan-Gurevitj MiG-29
Mikojan MiG-29 ((russisk: Микоян МиГ-29; (NATO-rapporteringsnavn: Fulcrum) er et russisk tomotoret let kampfly designet i Sovjetunionen. Flyet blev udviklet i starten af 1970'erne og blev indsat i tjeneste i 1983. MiG-29 er senere opgraderet i mere moderne varianter. 
Det bruges stadig af det russiske luftvåben og af flere lande i den tidligere østblok.

## Brugere
- Rusland 455 stk.
- Ukraine 217 stk.
- Algeriet 72 stk.
- Indien 63 stk.
- Iran Ca. 50 stk. (nogle mener 70, andre 40)
- Hviderusland 50 stk.
- Syrien 50 stk.
- Polen 28 stk. (de vil dog blive erstattet af den købte F-35)
- Kasakhstan 40 stk.
- Usbekistan 30 stk.
- Yemen 24 stk.
- Ungarn 21 stk.
- Nordkorea 20 stk.
- Bulgarien 20 stk.
- Turkmenistan 20 stk.
- Peru 18 stk.
- Malaysia 16 stk.
- Cuba 14 stk.
- Slovakiet 13 stk.
- Burma 12 stk.
- Sudan 10 stk.
- Bangladesh 8 stk.
- Eritrea 5 stk.
- Serbien 5 stk.
- Etiopien mindst 1 stk.

## Tidligere brugere
- Tyskland:
  - Luftwaffe
  - Luftstreitkräfte der Nationalen Volksarmee
- Tjekkiet
- Irak
- Moldova
- Jugoslavien